# John Raphael Smith
Ne doit pas être confondu avec John Smith (graveur).
John Raphael Smith, né en 1752 à Derby (Angleterre) et mort le 2 mars 1812 à Doncaster (Angleterre), est un peintre et graveur en manière noire anglais, fils de Thomas Smith de Derby, peintre paysagiste, et père de John Rubens Smith, peintre qui émigra aux États-Unis.

## Biographie
John Raphael Smith fut apprenti chez un drapier de lin à Derby, puis continua dans cette filière à Londres; il fit également des enluminures pour augmenter son revenu. Il se mit ensuite à la gravure et exécuta la gravure Public Ledger, qui eut un grand succès et fut suivie par ses gravures en manière noire d’Edwin the Minstrel (un portrait de Thomas Haden) et La Veuve indienne,, d'après le tableau de Joseph Wright of Derby et Mercure inventant la lyre (Mercury Inventing the Lyre) d'après James Barry.

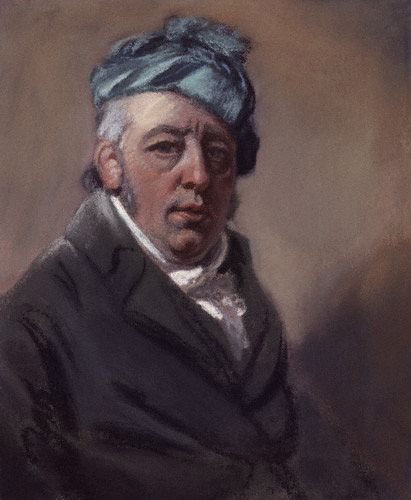
Autoportrait de John Raphael Smith

Il reproduisit quarante œuvres de Reynolds, certaines se classèrent au rang de chefs-d'œuvre de la gravure en manière noire et il fut nommé graveur du prince de Galles. Il aurait pu acquérir rapidement une petite fortune, grâce à ses activités artistiques et ses activités de marchand de gravures et d'éditeur, s'il n'avait pas eu des habitudes dissolues. Il fut un très bon ami de George Morland et il reproduisit avec excellence ses figurines en gravure à la manière noire. Il a également gravé d'après Henry Füssli, dont Trois sorcières et Lady Macbeth marchant dans son sommeil, deux des plus célèbres toiles du peintre. 
John Smith fut le professeur de William Turner. En 1778, Smith reçut la commande de John Milnes de faire une gravure en manière noire après qu'il eut acheté un tableau ainsi que toutes les gravures connues des œuvres de Joseph Wright of Derby. Le tableau était intitulé Le Captif et la plaque fut utilisée pour faire seulement vingt impressions avant d'être détruite.
En 1781, Smith devient un éditeur de Londres. Parmi ses clients figure l'écrivain et artiste radical William Blake. Il a un rôle de mentor avec nombre d'apprentis et partage ses matrices avec au moins 30 autres imprimeurs de Londres. Dans son groupe, on trouve Joseph Mallord William Turner, Charles H. Hodges, William Ward, Thomas Girtin et James Ward. Parmi ses élèves connus on compte William Hilton, Charles Howard Hodges, Christiaan Josi (en), Samuel William Reynolds, James Ward, William Ward et Peter De Wint.
Une de ces rares gravures se trouve dans la ville natale de Smith au Derby Museum and Art Gallery. On peut également citer ses estampes représentant une veuve Indienne, ou encore la traite des esclaves, aujourd'hui conservé au musée du Nouveau Monde de La Rochelle.  

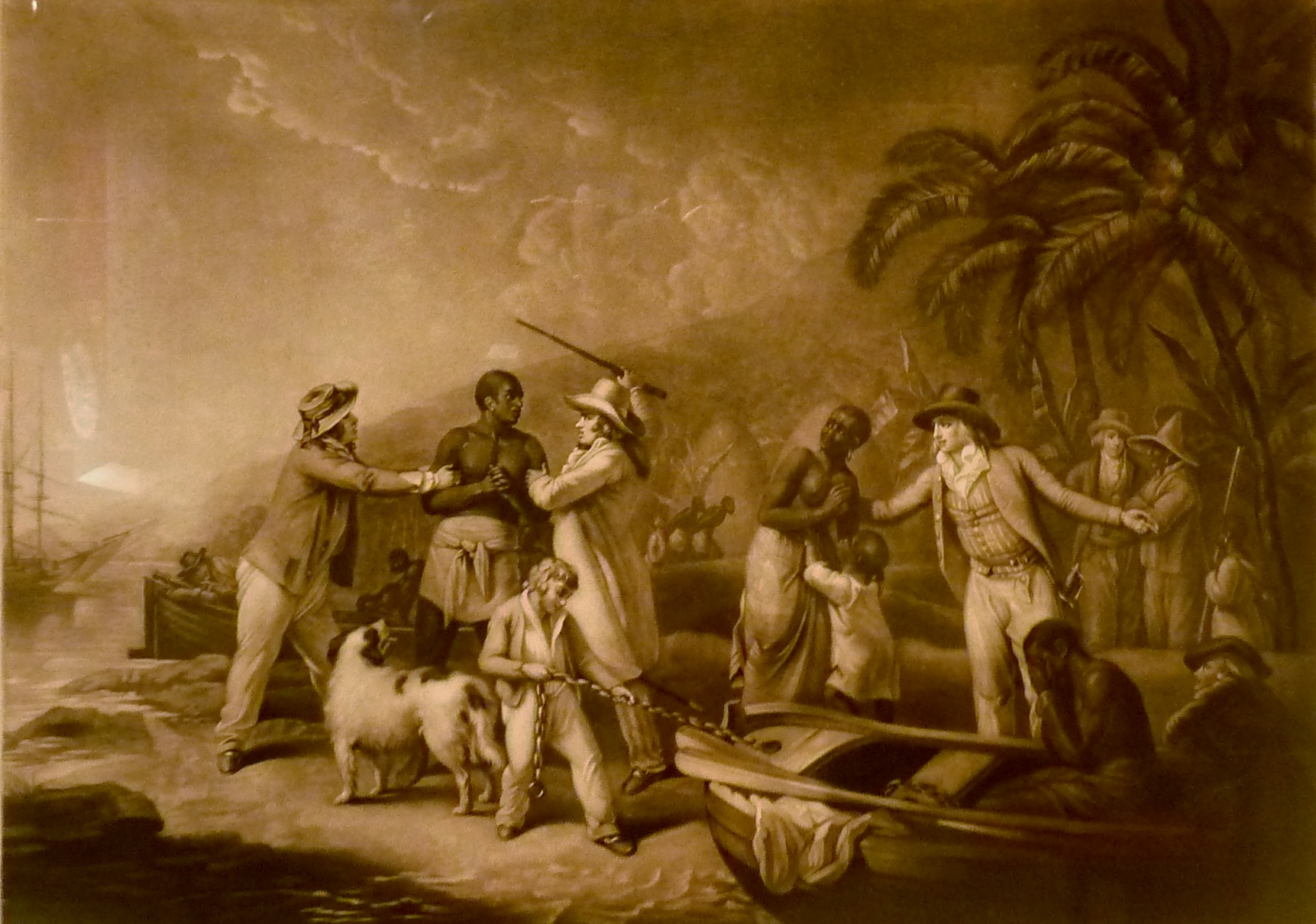
John Raphael Smith d'après un tableau de George Morland : Le commerce des esclaves (gravure, 1791, Musée de la Compagnie des Indes).

Il peignit des portraits, comme Unsuspecting Maid, Inattention et the Moralist et exposa à la Royal Academy de 1779 à 1790. Dès que son travail en tant que marchand de gravures fut sur le déclin, il fit une tournée dans les comtés du nord et des Midlands de l'Angleterre, produisant des œuvres à la hâte et assez banales, puis s'installa à Doncaster. La valeur artistique du sculpteur Francis Leggatt Chantrey fut remarquée par Smith qui lui donna des cours de peinture. Chantrey fit plus tard un buste de Smith en remerciement et Smith a peint un portrait de Chantrey.
En tant que graveur en manière noire, Smith occupe le rang le plus élevé. Ses gravures sont d'un dessin délicat et excellent et ont des couleurs très expressives. Ses portraits de Charles James Fox, John Horne Tooke, Francis Burdett et le groupe des ducs du Devonshire et leur famille soutiennent ses revendications de dessinateur et peintre brillant. Il avait une connaissance très précise des principes et de l'histoire de l'art et excella dans l'art de la conversation.
Smith mourut à Doncaster en 1812.